# Shichidō garan

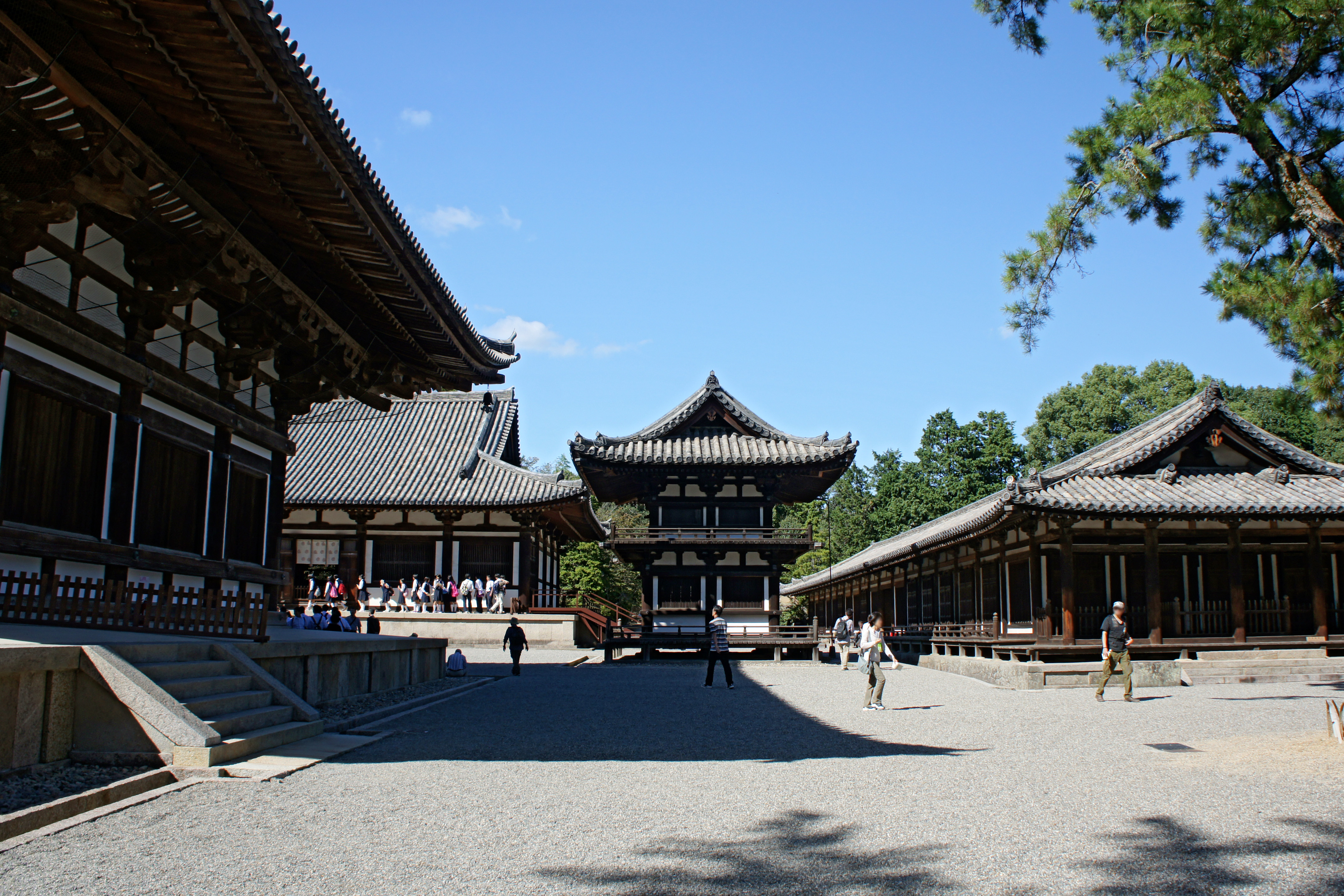
Parte del garan del Tōshōdai-ji (da sinistra a destra, il kondō, il kōdō, il korō e il raidō)

Il Shichidō garan (七堂 伽藍?) è un termine del buddismo giapponese che indica le sette sale che compongono il complesso ideale del tempio buddista. Questa parola composta è composta dalla parola shichidō (七堂?), letteralmente significa sette sale, e garan (伽藍?), che significa tempio. Il termine è spesso abbreviato in solo garan. Le sette sale a cui il termine fa riferimento varia, e viene anche sottolineato che 七堂 è probabilmente un'interpretazione errata di shitsudō (悉堂?), che significa un tempio completo. In pratica, shichidō garan spesso significa semplicemente un grande tempio con molti edifici. Vedi sotto per maggiori dettagli su quali sono i possibili sette edifici inclusi.

## Etimologia e storia del termine
Garan (伽藍?) in giapponese è una forma abbreviata dell'espressione sōgya ranma (僧伽藍摩?), una traslitterazione del sanscrito saMghaaraama (सँघाराम), letteralmente significa "giardino per i monaci". Il garan giapponese era in origine solo un parco in cui i monaci si riunivano con il loro maestro, ma il termine più tardi divenne tempio buddista.
La parola garan può essere trovata in un registro del Nihon Shoki del 552, anche se nessun monastero di questo tempo sopravvive, quindi non sappiamo come fossero.
La parola composta shichidō garan (七堂伽藍?, tempio dalle sette sale) si trova in una letteratura molto più recente del periodo Edo, riferendosi a un complesso che aveva una serie completa di edifici che formano un tempio buddista ideale.

## Prime disposizionigaran
Un documento datato 577 nel Nihon Shoki afferma che una missione che includeva tra l'altro un architetto del tempio e un creatore di immagini buddista fu inviata da King Seong of Baekje (聖王?) in Giappone, con più artigiani buddisti inviati negli anni seguenti. Gli scavi effettuati tra il 1979-1980 sul sito del tempio di Jeongnimsa a Buyeo, capitale di Baekje dal 538 al 663, hanno rivelato che il tempio originale era disposto in un tipico stile orientato da nord a sud con edifici chiave posti sull'asse centrale, che era un accordo strettamente aderente allo Shitennō-ji di Ōsaka.

## Composizione di unoshichidō garan
Ciò che viene considerato nel gruppo dei sette edifici, o shichidō, può variare molto da un tempio all'altro, da una setta all'altra setta, e di volta in volta. Come accennato in precedenza, shichidō garan potrebbe significare un tempio completo o anche semplicemente un grande complesso di templi.
Secondo un testo del XIII secolo, "un "garan è un tempio con un kon-dō (sala principale), un tō (pagoda), un kō-dō (sala conferenze), uno shōrō (campanile), un jiki-dō (refettorio), un sōbō (alloggi dei monaci) e un kyōzō (deposito delle Scritture, biblioteca)." Questi sono i sette elencati come elementi "shichidō del tempio Nanto Rokushū (南都六宗?, sei sette di Nara).
Un testo del XV secolo descrive come un tempio scuola Zen Sōtō (曹洞) o Rinzai (臨済) includa un butsuden o butsu-dō (sala principale), un hattō (sala conferenze), un kuin (cucina/ufficio), un sō-dō (edificio dedicato allo Zazen), un sanmon (cancello principale), un tōsu (bagno) e un yokushitsu (terme).

### Perdita di importanza della pagoda all'interno del garan

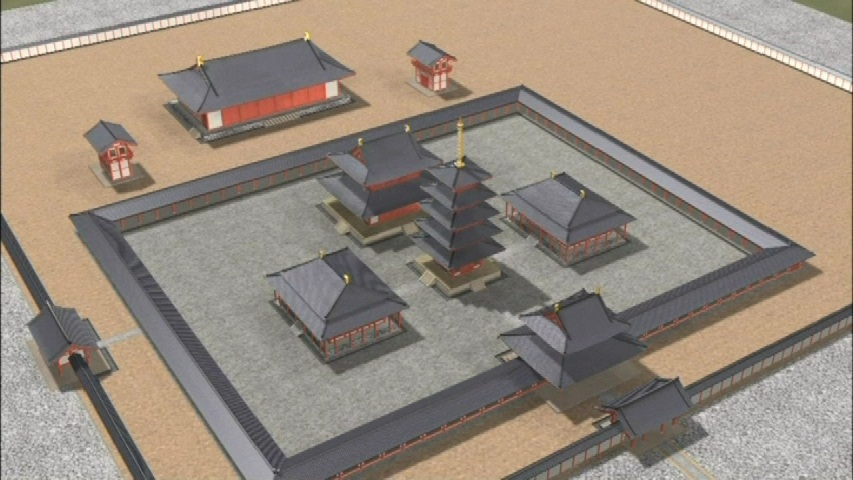
Una ricostruzione della struttura originale dell'Asuka-dera con al centro una pagoda

A causa dei resti che contenevano, le pagode di legno erano il fulcro del garan, i sette edifici considerati indispensabili per un tempio. Gradualmente persero importanza e furono sostituiti dal kondō (sala dorata), a causa dei poteri magici che si riteneva si trovassero nelle immagini dell'edificio ospitato. Questa perdita di status era così completa che le sette Zen, che arrivarono in ritardo in Giappone dalla Cina, normalmente non costruivano nessuna pagoda. La disposizione dei quattro templi illustra chiaramente questa tendenza: sono in ordine cronologico Asuka-dera, Shitennō-ji, Hōryū-ji, e Yakushi-ji. Nel primo, la pagoda era al centro del garan circondata da tre piccoli kondō (vedi la ricostruzione della forma originale del tempio). Nel secondo, un singolo kondō è al centro del tempio e la pagoda si trova di fronte ad esso. A Hōryū-ji, sono uno accanto all'altro. Yakushi-ji ne ha uno singolo, un grande kondō al centro con due pagode ai lati. La stessa evoluzione può essere osservata nei templi buddisti in Cina.

## Esempi digaran

### Hōryū-ji
Hōryū-ji (法隆寺?) è un tempio buddista della setta Shōtoku a Ikaruga, nella prefettura di Nara, in Giappone. Il suo garan è composto da (vedi piano a destra):
A Chūmon (中門) 

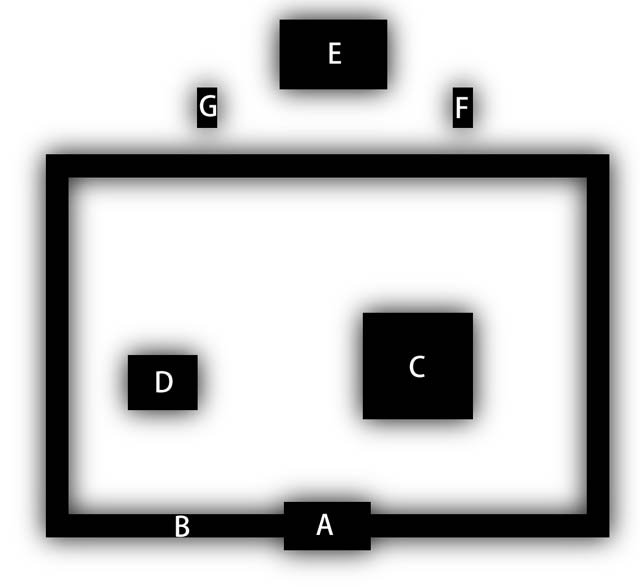
Piano dello shichidō garan dello Hōryū-ji

In un tempio, il cancello dopo il naindaimon collegato a un kairō
B Kairō (回廊・廻廊) 
Un lungo e coperto passaggio a portico che circonda il kondō e la pagoda.
C Kon-dō (金堂)
La sala principale di un garan, che ospita l'oggetto principale del culto.
D Tō
Una pagoda, che è un'evoluzione dello stupa (una specie di reliquiario). Dopo aver raggiunto la Cina, lo stupa si è evoluto in una torre con un numero dispari di livelli (tre, cinque, sette, nove, tredici)..
E Kōdō (講堂) 
La sala conferenze di un non-Zen garan.
F Kyōzō (経蔵) 
Lett. deposito di scritture. Deposito di sūtra e libri sulla storia del tempio. Anche chiamato kyōdō.
G Shōrō (鐘楼) 
Un campanile

### Zuiryū-ji

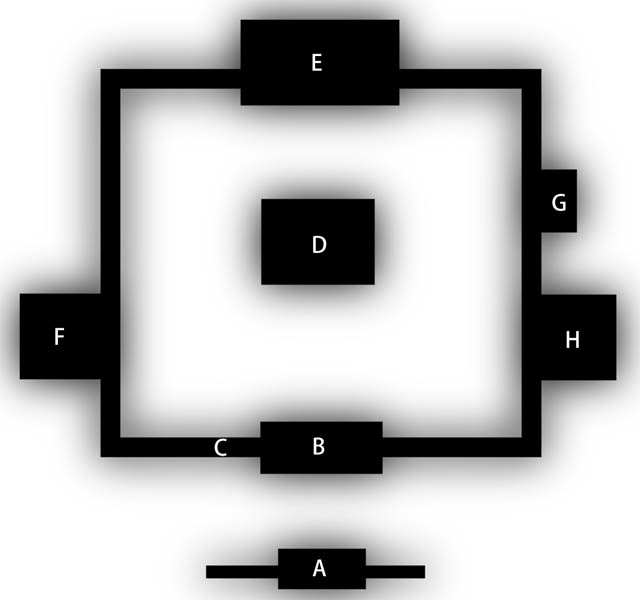
Plan of Zuiryū-ji's shichidō garan

Zuiryū-ji è un tempio Zen della setta Sōtō a Takaoka, nella prefettura di Toyama.
A Sōmon (総門)
Il cancello all'ingresso di un tempio. Precede il sanmon più grande e più importante.
B Sanmon (三門 or 山門)
Il cancello di fronte al butsuden, più comunemente con due piani (nijūmon). Il nome è l'abbreviazione di Sangedatsumon (三解脱門?), lett. porta delle tre liberazioni. Le sue aperture (kūmon (空門?), musōmon (無相門?) e muganmon (無願門?) simboleggia le tre porte dell'illuminazione. Entrando, ci si può liberare simbolicamente dalle tre passioni ton (貪?, avidità), shin (瞋?, odio), e chi (癡?, stupidità).
C Kairō (回廊)
Vedi sotto
D Butsuden (仏殿)
Lett. Sala del Buddha. Un edificio che custodisce la statua del Buddha o di un bodhisattva e dedicato alla preghiera.
E Hōdō (法堂)
Lett. Sala del Dharma. Un edificio dedicato alle conferenze del sommo sacerdote delle scritture buddiste (hō).
F Zendō (禅堂) 
Lett. "sala dello Zen". L'edificio in cui i monaci praticano lo zazen e una delle strutture principali di un garan Zen.
G Shōrō (鐘楼) 
Un campanile
H Kuri (庫裏) 
Un edificio che ospita la cambusa, la cucina e gli uffici di un garan zen.
Un altro tipico garan Zen, di cui il Kenchō-ji è un buon esempio, inizia con il sômon seguito dal sanmon, la sala principale (il butsuden), la sala conferenze (hattō) e la residenza dell'abate principale (hōjō) tutti allineati più o meno su un asse nord-sud, con l'edificio del bagno (yokushitsu) e il deposito dei sūtra (kyōzō) a est, e la sala dei monaci (sodō) a ovest.